# Oficyna Wydawnicza Impuls
Oficyna Wydawnicza Impuls – polskie wydawnictwo, publikujące książki z wielu dziedzin nauki. Zostało powołane do życia we wrześniu 1990 r. jako Niezależne Wydawnictwo Harcerskie „Impuls”. 13 grudnia 1990 r. Sąd Wojewódzki w Krakowie wpisał je do rejestru jako wydawcę kwartalnika „W Kręgu Wodzów”. W dniu 5 listopada 1991 r. dokonano zmiany w rejestrze i odtąd wydawnictwo funkcjonuje pod nazwą Oficyna Wydawnicza Impuls.

## Rys historyczny
Wydawnictwo rozpoczynało działalność od tytułów z zakresu pedagogiki. Na przełomie lat 1990 i 1991 ukazała się seria książek pt. „Inspiracje edukacji”, wspierająca ruch przemian oświatowych w szkolnictwie publicznym i niepublicznym na poziomie klas i programów autorskich. W styczniu 1991 r. pojawił się pierwszy tom serii „Edukacja w wolności” Wiesławy i Bogusława Śliwerskich, inicjujący nową jakościowo literaturę pedagogiczną. W kwietniu 1991 r. ukazała się książka Tomasza Szkudlarka i Bogusława Śliwerskiego „Wyzwania pedagogiki krytycznej i antypedagogiki”. Pierwszy okres działalności Oficyny Wydawniczej „Impuls” zamykała książka „Edukacja alternatywna. Dylematy teorii i praktyki”. W latach 1993–2000 oferta książek edukacyjnych została poszerzona o publikacje dotyczące: twórczego rozwoju uczniów i nauczycieli, edukacji w wolności, edukacji zintegrowanej oraz wspierające nauczycieli w poszerzaniu wiedzy i przygotowaniu do pracy w reformowanej szkole. W latach 2001–2004 problematyka wydawanych książek koncentrowała się wokół rodziny i różnych form jej wspomagania, dzieci z niepełnosprawnością intelektualną, z zaburzeniami, dysproporcjami i trudnościami w rozwoju i terapią pedagogiczną.

## Wydawnictwo obecnie
Firma sprawowała patronat wydawniczy nad Międzynarodową Konferencją „Edukacja alternatywna”, której szósta edycja odbyła się w październiku 2009 r. w Łodzi. Oficyna specjalizuje się w wydawaniu książek z następujących dyscyplin naukowych: pedagogika, pedagogika specjalna, psychologia, socjologia, prawo karne, resocjalizacja, filozofia, sztuka, muzyka. W ostatnich latach zwiększeniu uległa liczba tytułów dotyczących różnych zagadnień pedagogiki specjalnej: pojawiły się książki traktujące o niepełnosprawności intelektualnej, dysfunkcji narządów ruchu, zespole ADHD, zespole Downa i edukacji integracyjnej. W ofercie odnaleźć można książki dla dzieci, podręczniki, pomoce dydaktyczne, konspekty, scenariusze zajęć, materiały i zeszyty do ćwiczeń. Pod kątem szczebla edukacji większość tytułów przeznaczona jest dla przedszkoli, szkół podstawowych, szkół średnich i szkół wyższych.

## Działalność wydawnicza
W ramach serii wydawniczych ukazały się:
- Pedagogika waldorfska – 15 książek,
- Materiał wyrazowo-obrazkowy do utrwalania poprawnej wymowy – 9 zeszytów,
- Problemy edukacji, rehabilitacji i socjalizacji osób niepełnosprawnych – 12 tomów,
- Autyzm – 7 książek,
- Klasyka pedagogiki – 5 książek,
- Pedagogika alternatywna (autorska seria prof. Bogusława Śliwerskiego) – 7 książek,
- Zjawisko dyskalkulii (autorska seria dr Urszuli Oszwy) – 3 książki,
- Seria autorskich podręczników akademickich Pedagogika Nauce i Praktyce,
- Seria Palące Problemy Edukacji i Pedagogiki,
- Przywrócić Pamięć (seria harcerskich reprintów z lat 1939–1945) – 47 książek,